# Six Degrees: Our Future on a Hotter Planet
Six Degrees: Our Future on a Hotter Planet – książka autorstwa Marka Lynasa, będąca naukową analizą skutków podnoszenia się temperatury na Ziemi.

## Treść książki
Książka podzielona na sześć rozdziałów, opisuje jakie efekty zostaną wywołane, gdy temperatura globalna podniesie się o każdy kolejny stopień (od 1 do 6 °C). Każdy rozdział jest analizą skutków globalnego ocieplenia. Zdaniem autora każdy kolejny stopień Celsjusza więcej będzie niósł za sobą coraz bardziej odczuwalne skutki, które będą niekorzystnie wpływać na planetę i ludzi na niej żyjących. Lynas uważa, że po podniesieniu się temperatury o 6 °C nastąpi tzw. masowe wymieranie, podobne do tego, jakie miało miejsce w permie.
Na podstawie „Six Degrees: Our Future on a Hotter Planet”, National Geographic Channel nakręcił, we współpracy z Markiem Lynasem, film dokumentalny pt. „Six Degrees Could Change The World”.